# Ruidoso
Ruidoso è un villaggio della contea di Lincoln, Nuovo Messico, Stati Uniti, adiacente alla foresta nazionale di Lincoln. La popolazione era di 8.029 abitanti al censimento del 2010. La città di Ruidoso Downs e l'area non incorporata di Alto sono sobborghi di Ruidoso e contribuiscono alla popolazione dell'area statistica micropolitana di Ruidoso di 21.223 abitanti.
Località turistica di montagna, Ruidoso si trova sulla catena montuosa della Sierra Blanca, nel centro-sud del Nuovo Messico, dove confluisce con i Monti Sacramento a sud. Ruidoso è una comunità di resort vicino alle piste di Ski Apache, la stazione sciistica di proprietà della tribù dei Mescalero Apache sulla Sierra Blanca, una montagna di 12 000 piedi (3 700 m). La tribù gestisce anche il resort Inn of the Gods Mountain nell'area, che comprende un casinò, un hotel e un campo da golf. Ruidoso è la più grande comunità della contea di Lincoln e funge da centro economico regionale.
Al 2010, Ruidoso è la quarta città in più rapida crescita nel Nuovo Messico, dopo Albuquerque, Rio Rancho e Las Cruces. Massicci investimenti sono stati riversati nella città da molti sviluppatori. Grandi progetti, tra cui grandi suddivisioni abitative, condomini e negozi al dettaglio hanno cambiato il volto della "comunità montana addormentata". Di conseguenza, il villaggio si sta confrontando con serie domande sull'adeguatezza dell'approvvigionamento idrico locale e applicazione della zonizzazione. Come molte piccole comunità che sono state recentemente scoperte, c'è un dibattito in corso sul modo migliore per pianificare una crescita aggiuntiva.
Il villaggio prende il nome dal Rio Ruidoso (in spagnolo letteralmente "fiume rumoroso"), un piccolo torrente che attraversa la città.

## Geografia fisica
Secondo lo United States Census Bureau, ha un'area totale di 14,0 mi² (36,26 km²).

## Società

### Evoluzione demografica
Secondo il censimento del 2010, la popolazione era di 8.029 abitanti.

### Etnie e minoranze straniere
Secondo il censimento del 2010, la composizione etnica del villaggio era formata dall'85,9% di bianchi, lo 0,4% di afroamericani, il 3,0% di nativi americani, lo 0,6% di asiatici, lo 0,0% di oceanici, il 7,7% di altre etnie, e il 2,4% di due o più etnie. Ispanici o latinos di qualunque etnia erano il 27,1% della popolazione.